# Bourse de Casablanca

Bourse de Casablanca (2025)

Die Bourse de Casablanca (Arabisch: بورصة الدار البيضاء; Englisch: Casablanca Stock Exchange – CSE) ist eine Wertpapierbörse in Casablanca (Marokko). Die Bourse de Casablanca ist eine der bedeutendsten Wertpapierbörsen in der Region des Nahen Ostens und Nordafrikas (MENA) und ist nach dem Johannesburg Stock Exchange (Südafrika) und dem Nigerian Stock Exchange in Lagos die drittgrößte Börse Afrikas. Sie wurde 1929 gegründet und hatte 19 Mitglieder und 81 börsennotierte Wertpapiere mit einer Gesamtmarktkapitalisierung von 71,1 Mrd. US-Dollar im Jahr 2018.
Die Börse ist seit einer Reform im Jahr 1993 relativ modern organisiert. Die CSE installierte eine elektronische Handelsplattform und gliedert sich nun in zwei Märkte: den Zentralmarkt und einen Blockhandelsmarkt für Blockgeschäfte.

## Indizes
Ursprünglich hatte die Börse den Index de la Bourse des Valeurs de Casablanca (IGB) als Index. Der IGB wurde im Januar 2002 durch die zwei Indizes Moroccan All Shares Index (MASI) und Moroccan Most Active Shares Index (MADEX) ersetzt. Der MADEX wurde im April 2021 durch den MASI 20 ersetzt. Dieser enthält die 20 meistgehandelten Aktien der Börse von Casablanca.

## Mitgliedschaften
Die Börse ist Mitglied in:
- World Federation of Exchanges[2]
- African Securities Exchanges Association
- Arab Federation of Exchanges[3]
- Sustainable Stock Exchanges Initiative